# Eduard Güell
Eduard Güell Bartrina (Rosas, 6 de septiembre de 1998) es un tenista español. Actualmente forma parte del equipo de tenis de los Blue Devils en la Universidad de Duke.

## Biografía
Es hijo de Josep y Carme. Su hermano mayor, Gerard, estudió ingeniería en la Universidad de Purdue Fort Wayne con una beca.

### Inicios
Eduard empezó a jugar al tenis a los 5 años en su ciudad natal, donde ya desde una muy temprana edad mostró su talento para este deporte. Obtuvo varios campeonatos de España y de Europa en categorías inferiores, así como el torneo de Les Petits Princes, considerado el más prestigioso de su categoría a nivel mundial, lo que le llevó a ser una de las mayores promesas del tenis español y mundial. A los 14 años fue becado por la Real Federación Española de Tenis y se trasladó al Centro de Alto Rendimiento.

### Junior y Profesional

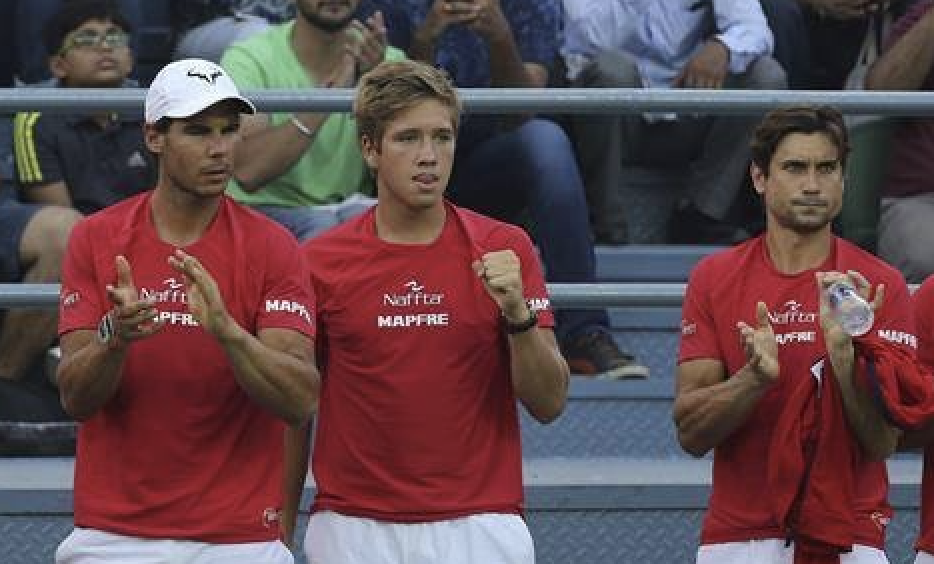
Rafael Nadal, Eduard Güell y David Ferrer en una eliminatoria de Copa Davis

Su etapa de Junior fue marcada por lesiones, pero eso no le impidió disputar el cuadro final de los cuatro eventos de Grand Slam junior. Alcanzó los dieciseisavos de final en Wimbledon Junior y los octavos de final en el Australian Open Junior. Su mejor ranking fue n.27 de la clasificación mundial de tenis junior 2016 y acompañó, ese mismo año, al equipo de Copa Davis en las eliminatorias de España contra Rumania en Cluj-Napoca y España contra India en Nueva Delhi.
A los 18 años comenzó a trabajar con Carlos Gómez, exentrenador de Marc López y Jaume Munar.

### Universidad
A finales de 2018, decidió dar un giro a su trayectoria y aceptó una beca para seguir combinado sus estudios y su carrera tenística en Estados Unidos. Desde enero de 2019, estudia economía y finanzas en la Universidad de Duke, una de las universidades más prestigiosas del mundo, y forma parte del equipo de tenis de los Duke Blue Devils.